# BYD・元
元（ユエン）は、中国の電気自動車メーカー比亜迪汽車（BYD）が製造したサブコンパクトクロスオーバーSUV。

## 解説
BYD・宋コンパクトクロスオーバーの下に位置づけられている。 BYDの生産する「王朝シリーズ」の一部であり、元王朝にちなんで名付けらた。
2016年3月に発売されたBYD 元は、現在はBEVとしてのみ販売されているが、以前はガソリン車とプラグインハイブリッド車も提供されていた。 BYD 元のガソリンバージョンは2015年からBYD S1として販売された後、名前が変更されて元シリーズに統合された。一部の市場ではS1の名前が維持され、BEVでも引き続き利用されている。 BYD S2は、オリジナルのやS1よりも全長が短い、本質的にリバッジされた元であるBEVサブコンパクトクロスオーバーSUVであり、2019年に発売された。
元 プラスと呼ばれる第2世代モデルは、わずかに大きい寸法、より高級なデザイン、およびBYD独自のブレードバッテリーを備え、2021年7月に発表された。また、シンガポール、ニュージーランド 、オーストラリア、日本でBYD Atto 3（英語版）の名前で右ハンドル車が発売される予定。

## 初代
BYD 元は、 BYD Songコンパクトクロスオーバー、 BYD Tang中型クロスオーバー、 BYD Qinコンパクトセダンに続く、中国王朝の名前を持つ4番目のBYD製品であり、3番目のクロスオーバー車である。 BYD Songと同じように、ガソリン車、ハイブリッド車、BEVが用意された（以前はガソリン車はS1と呼ばれていたが、ハイブリッド車とBRVは最初から元の名を使用）。

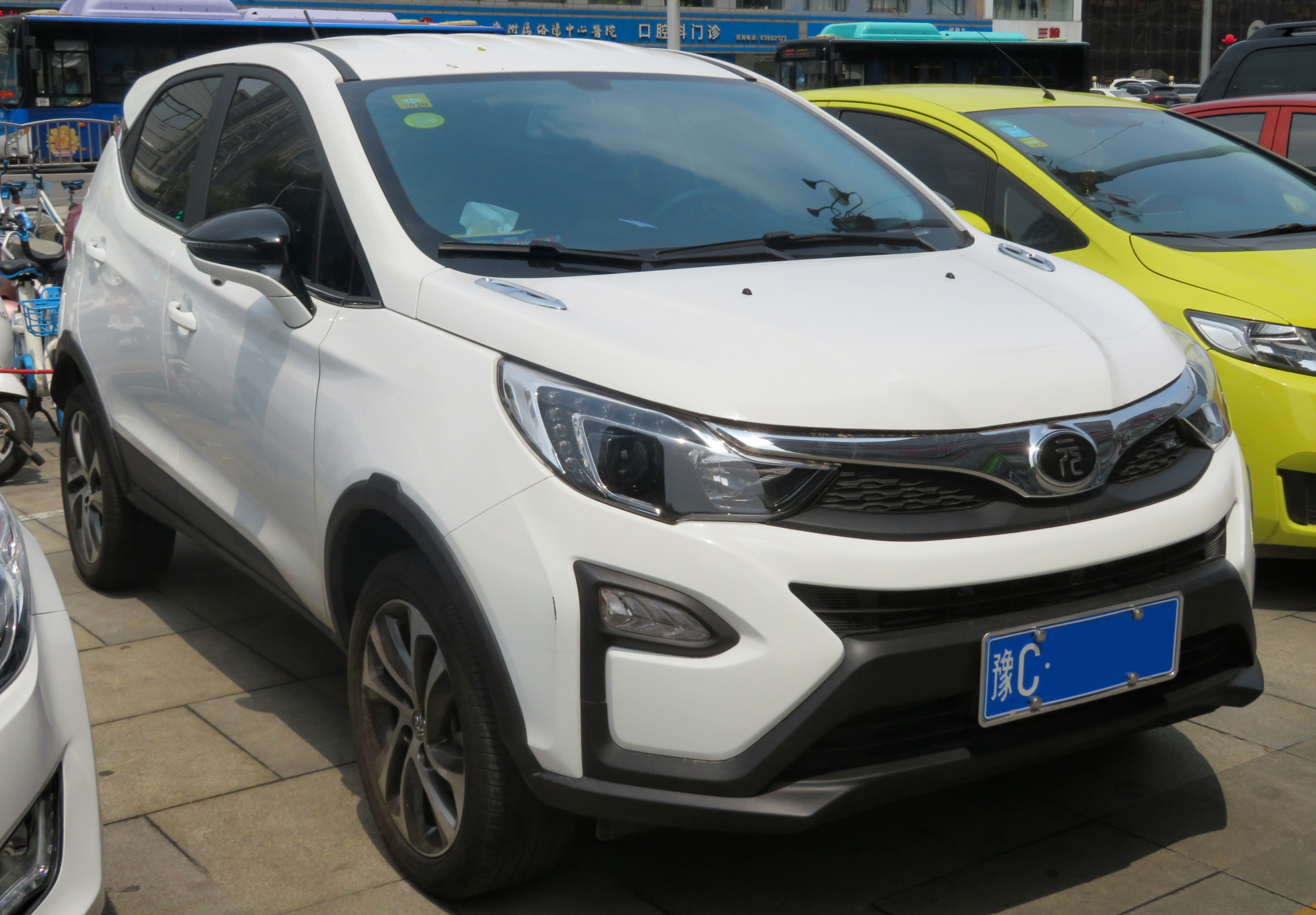
BYD 元（フェイスリフト前;フロント）
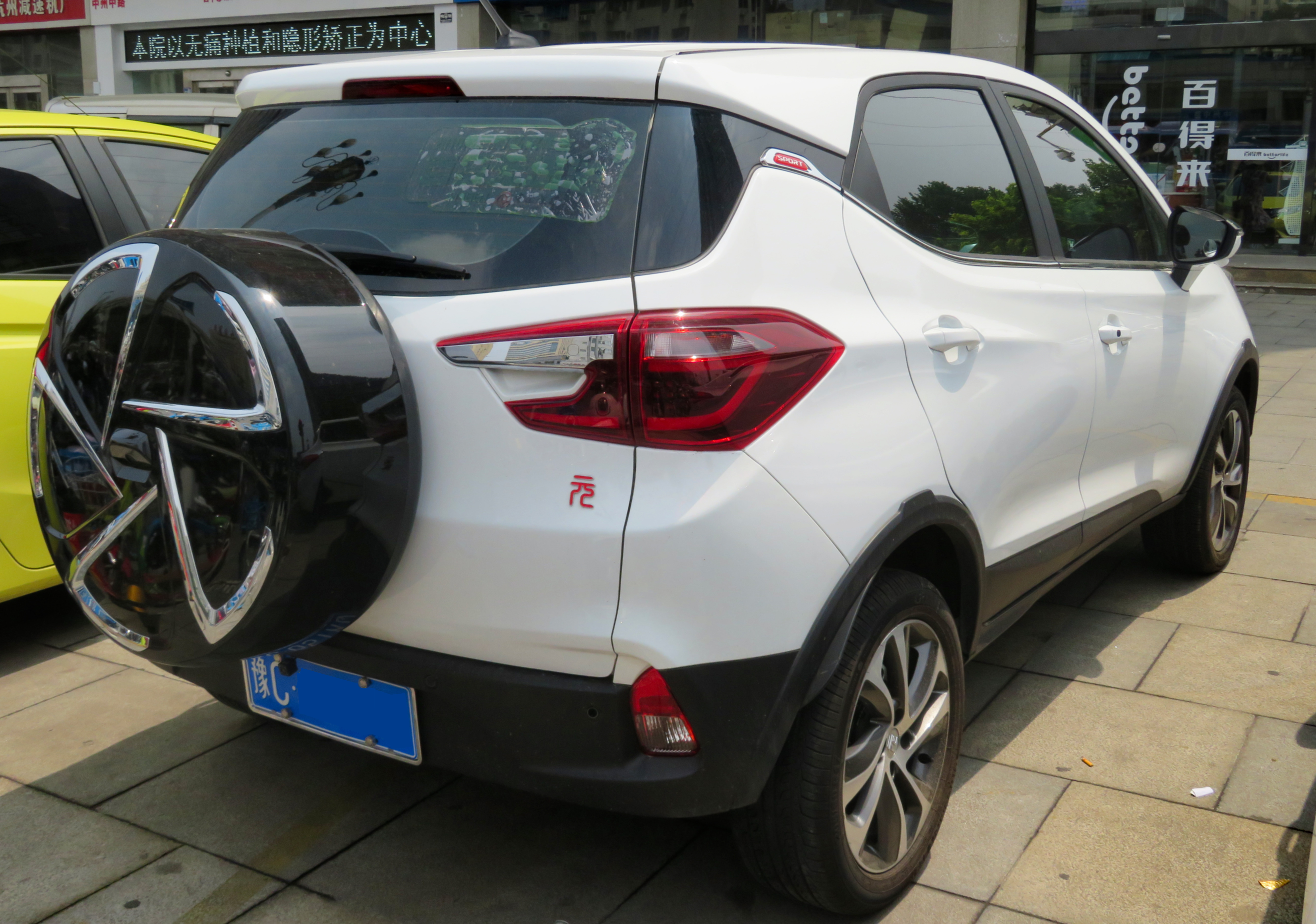
BYD 元（フェイスリフト前;リア）

### BYD S1
BYD S1は、2015年にBYDが発売したガソリン駆動のサブコンパクトクロスオーバー車。中国市場に加えて、フィリピンでも販売された。中国市場では、2016年に元の名称に変更された。
一部の非中国市場では、中国で車両の名前が変更されたにもかかわらず、以前からのS1の名前が維持されている。元のBEVバージョンも、一部の市場ではS1 EVの名で販売された。

### フェイスリフトとEV化

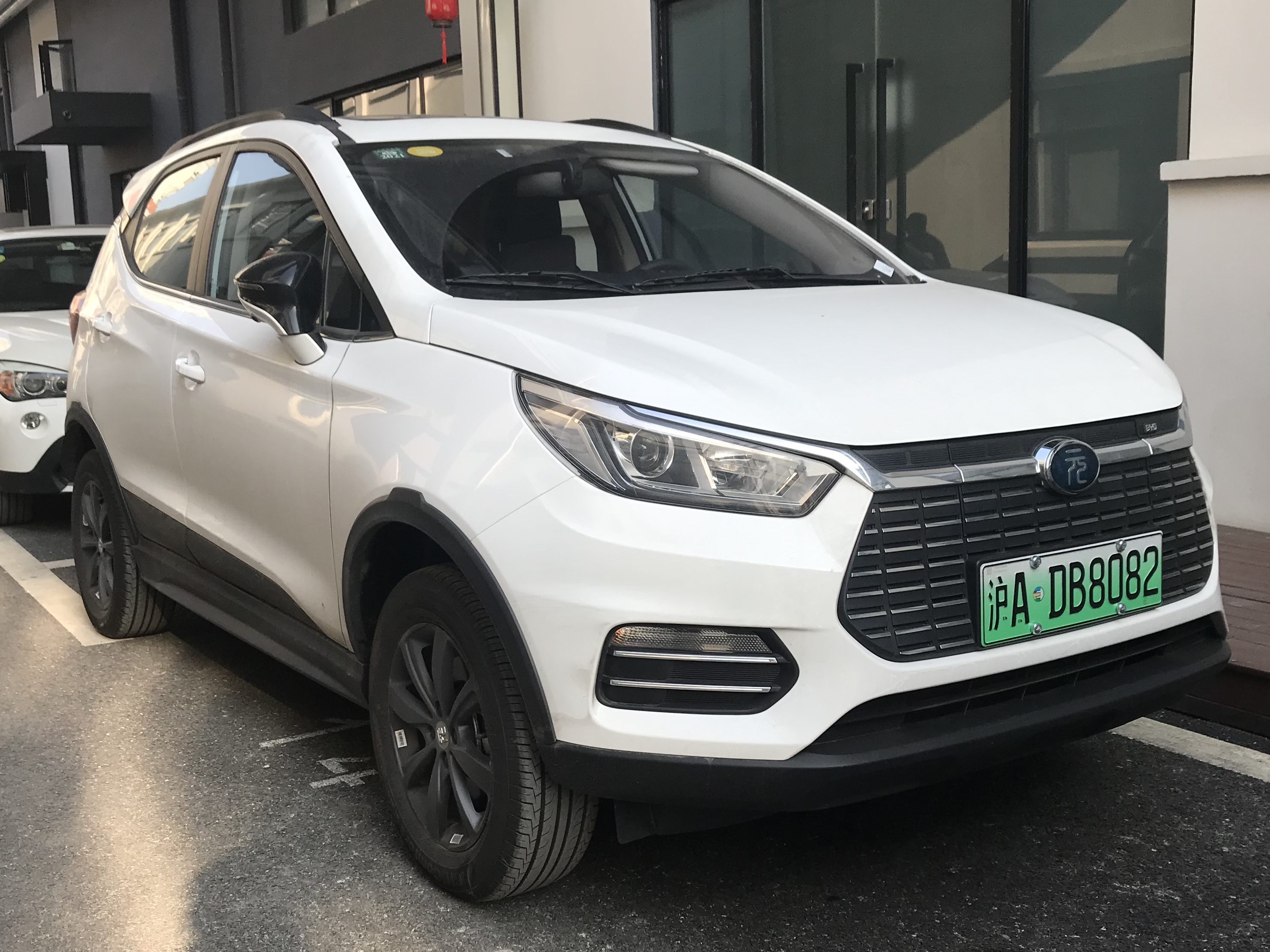
BYD 元 フェイスリフト（EV）
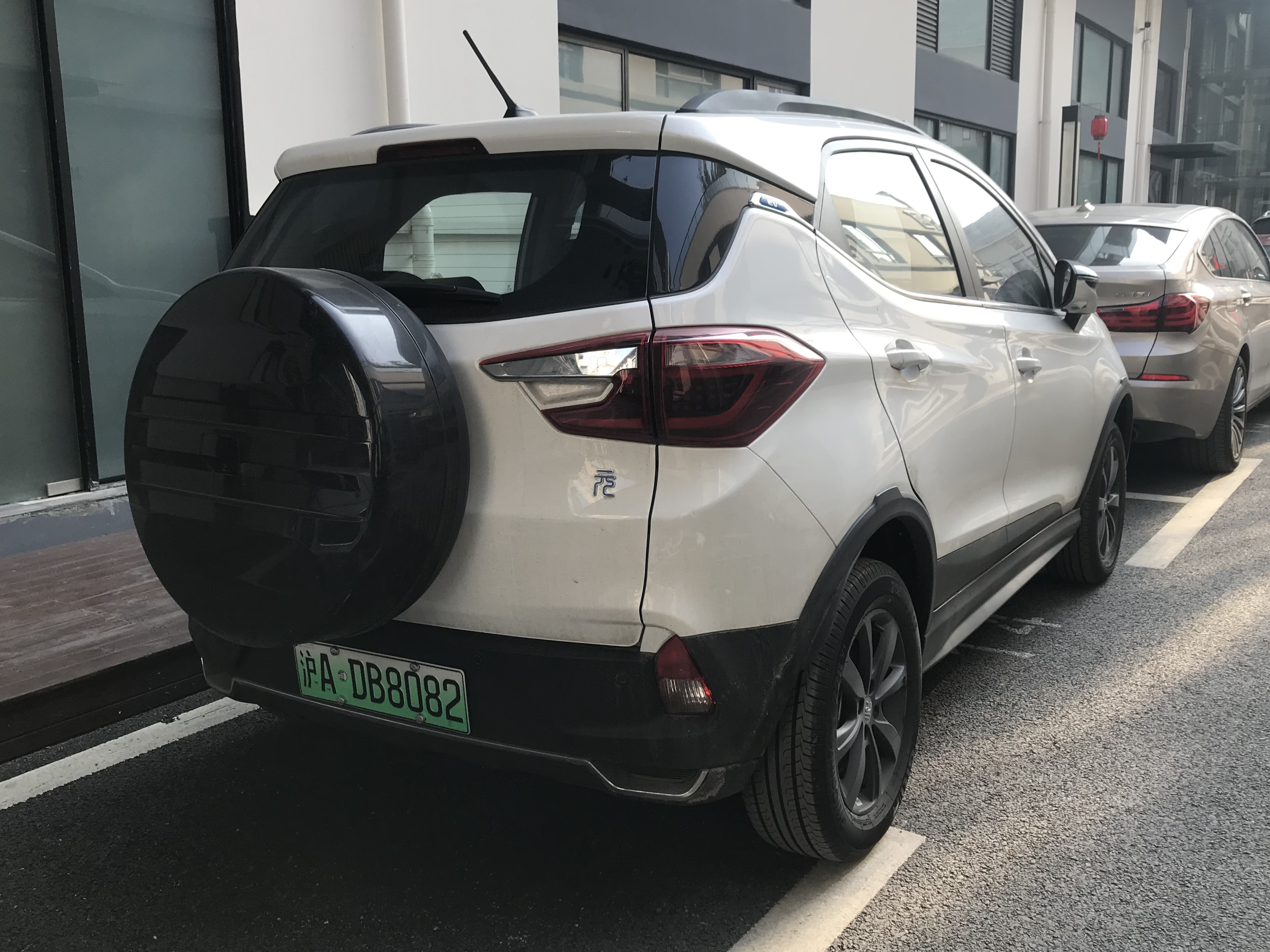
BYD 元フェイスリフト後（EV）
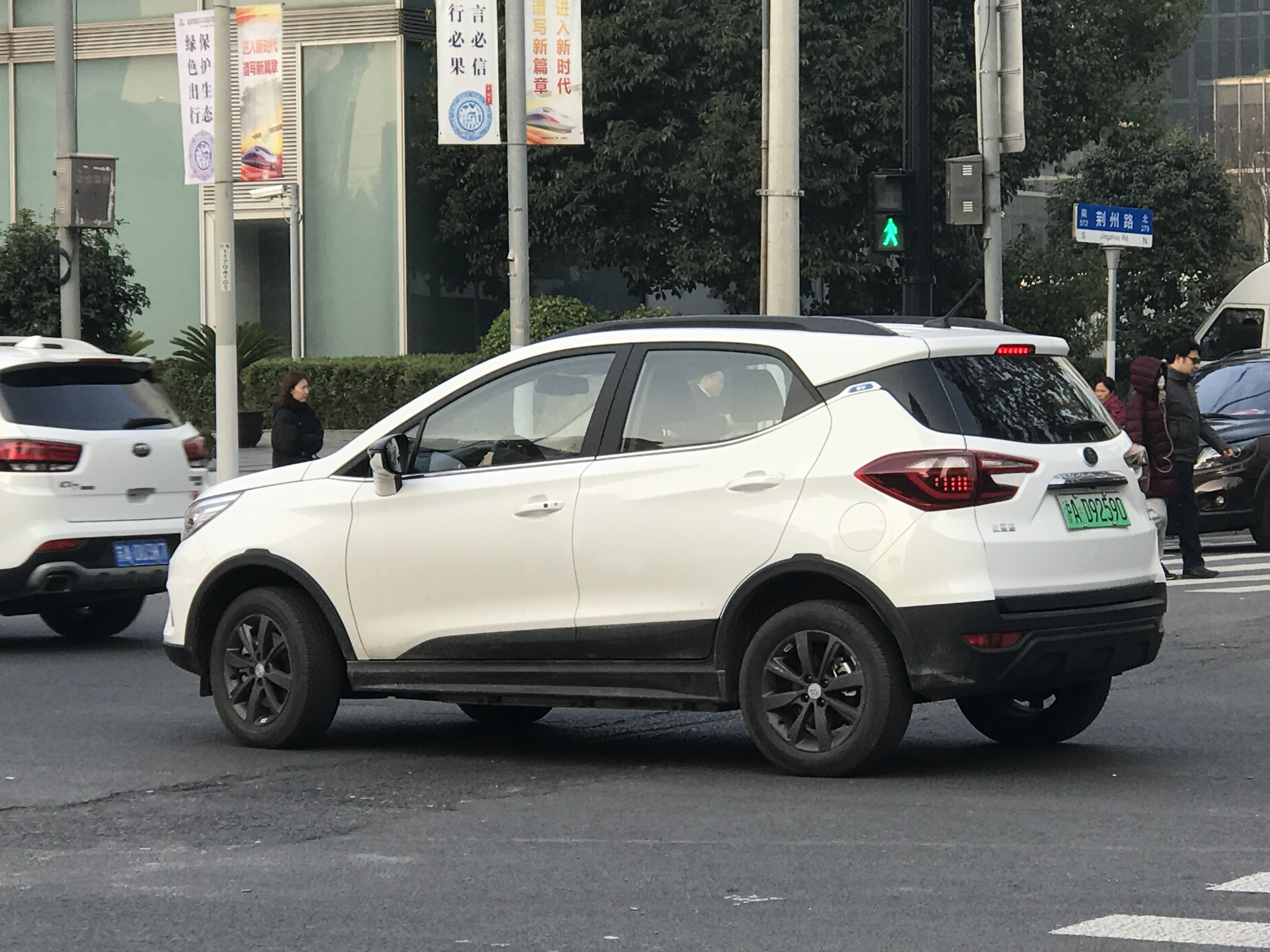
BYD 元フェイスリフト（EV;スペアタイヤなし）

2018年、BYD 元は、他のすべての「中国王朝」シリーズ製品と同様に、フロントエンドの新しい「ドラゴンフェイス」スタイリングでフェイスリフトされた。BEVの元 EV360は79,900元から99,900元の価格で発売された 。BYD 元 EV360には、最大航続距離305キロメートル (190 mi) ）の43.2kWhバッテリーが搭載されている。さらに大きな53.2kWhのバッテリーを搭載したBYD 元 EV535もある。

### 2020 元EV
2020年8月の時点で、中国でBYDにより宣伝されている元の唯一のバージョンはBEVである。 2019 BYD 現 EV360（42 kWhバッテリー）に加えて、2020 BYD 現 EVが提供され、40.62kWhと53.22kWhの2つのバッテリーオプションがある。 NEDCの基準によると、バッテリーが大きい方の航続距離は410 km (250 mi) 。

### 元 プロ（2021年フェイスリフト）
元 EVは、元 プロと呼ばれる2021年モデルのモデルチェンジを受けた。 元 Proは、BYD Han EVと同じスタイルで再設計されたフロントフェイスを備える。性能面では、元プロは136 hp (101 kW; 138 PS)および210 N⋅m (150 lb⋅ft)のトルクを生成するモーターのみとなる 。 元 Proには、BYDが開発した50.1 kWhのリン酸鉄リチウム「ブレードバッテリー」が搭載されており、NEDCの範囲は401 km (249 mi)。
インテリアは、10.1インチのマルチメディア画面を備えたフェイスリフト前のモデルから大部分が引き継がれ、音声コマンド、音声通知、Bluetooth電話、電話接続、モバイルオンボードテレビを備えたDiLink3.0インテリジェント接続システムと統合されている。

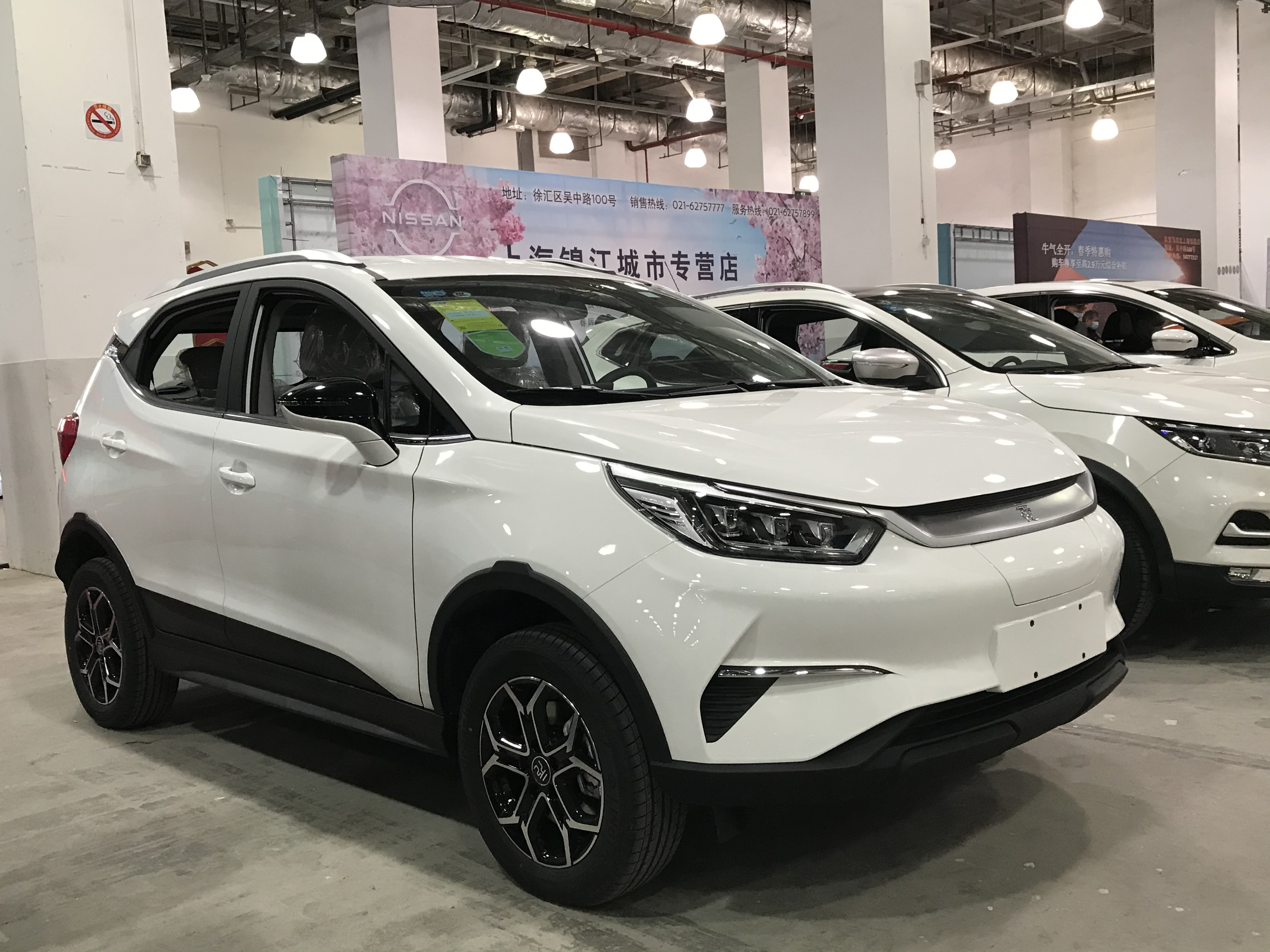
BYD元プロ（EV）
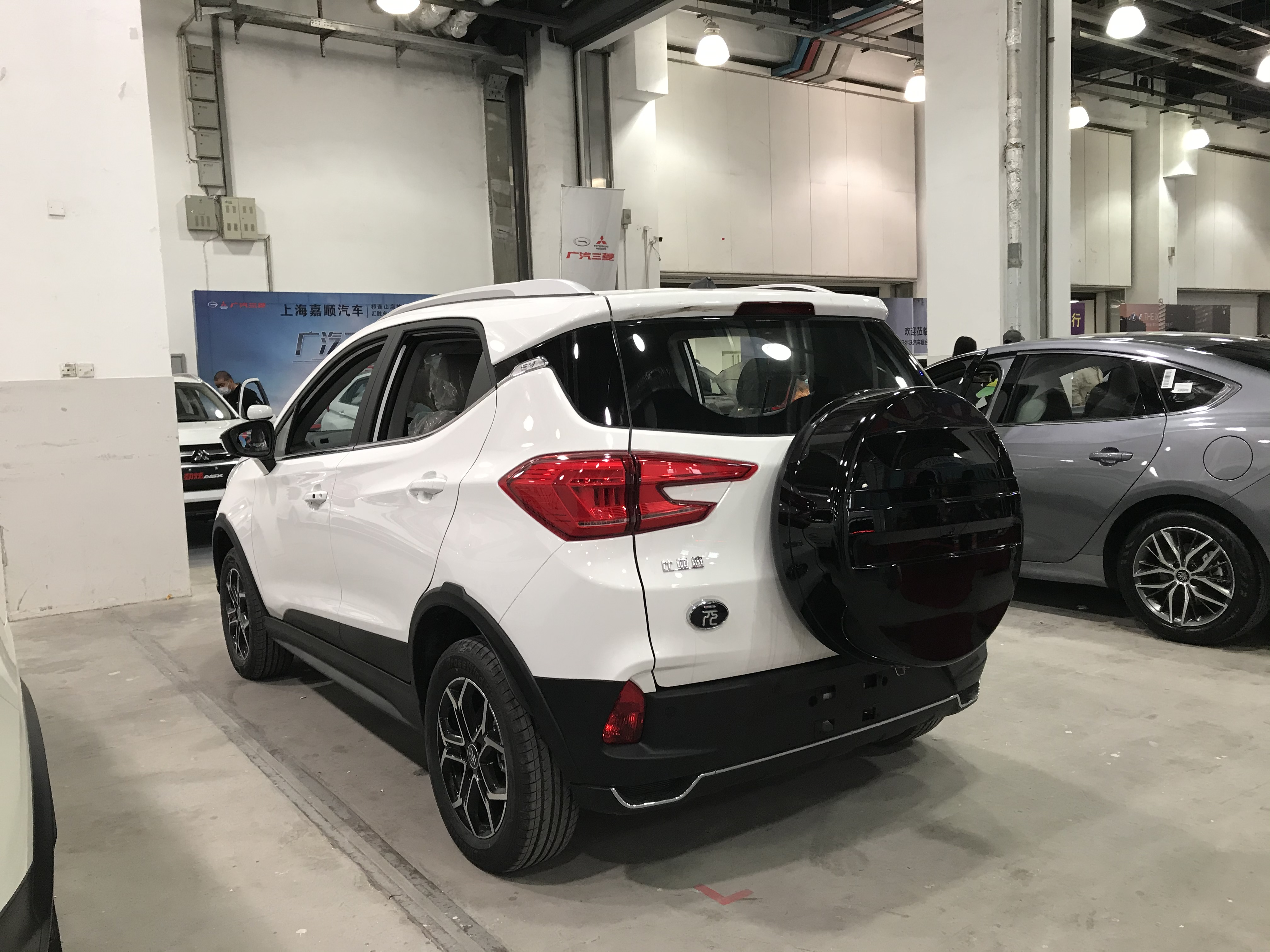
BYD元プロリア（EV）

### BYD S2
BYD S2は、元やS1よりも全長が短い（4100 mm対4360 mm）、全電気式のサブコンパクトクロスオーバー車。2019年から中国で販売されている。バッテリー容量は40.62kWh。

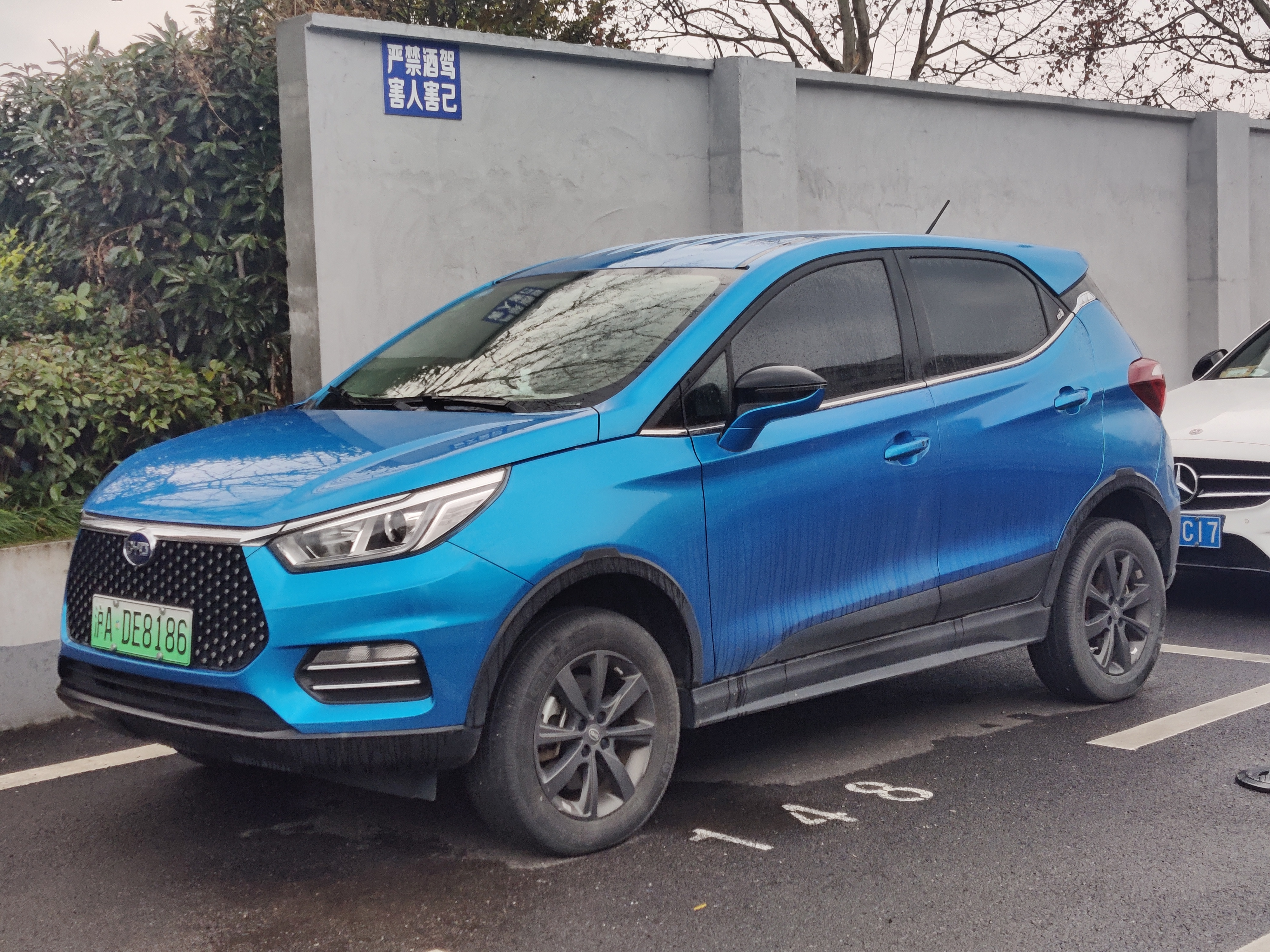
BYD S2（フロント）
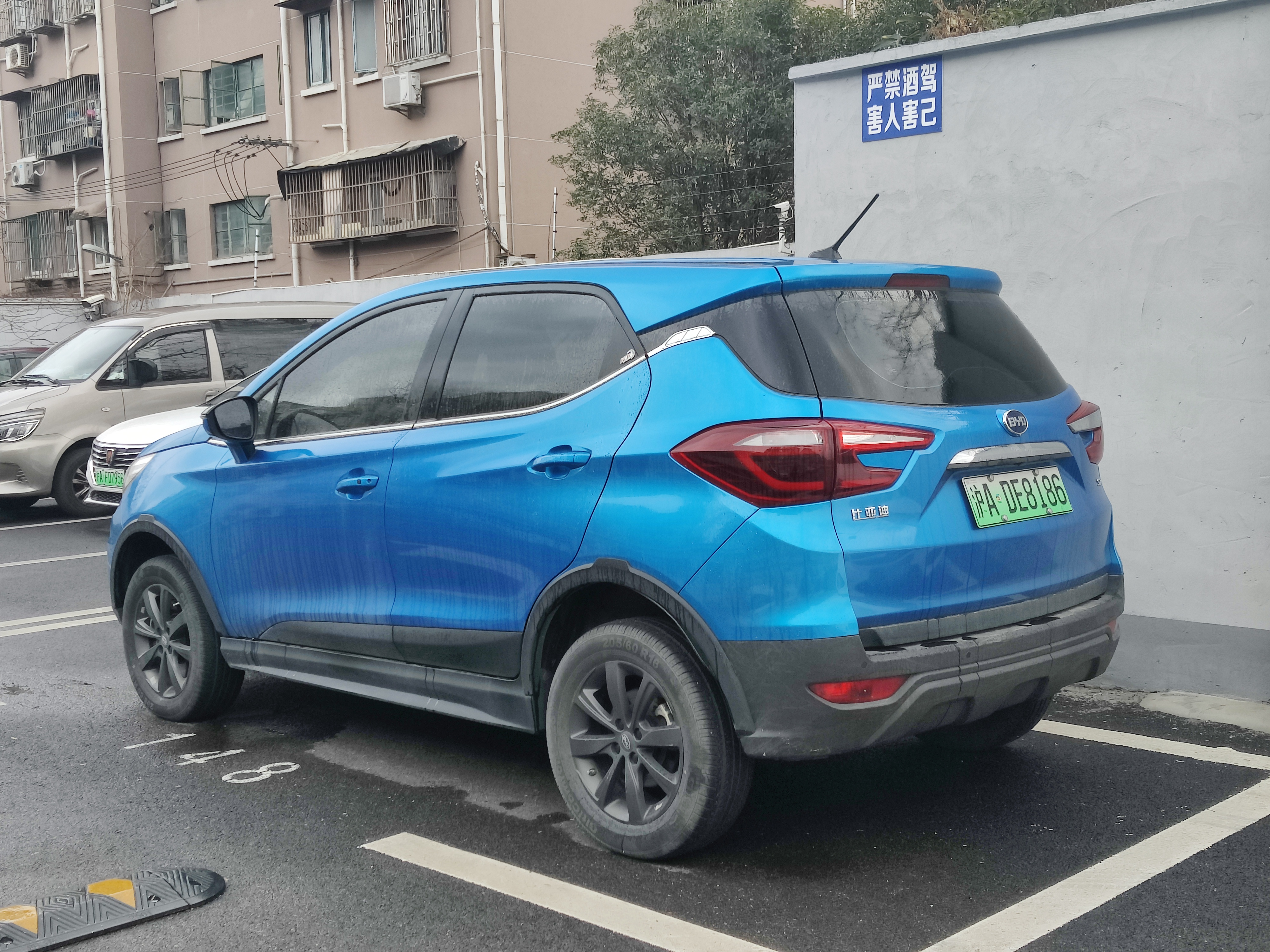
BYD S2（リア）

## 第二世代（元プラス）

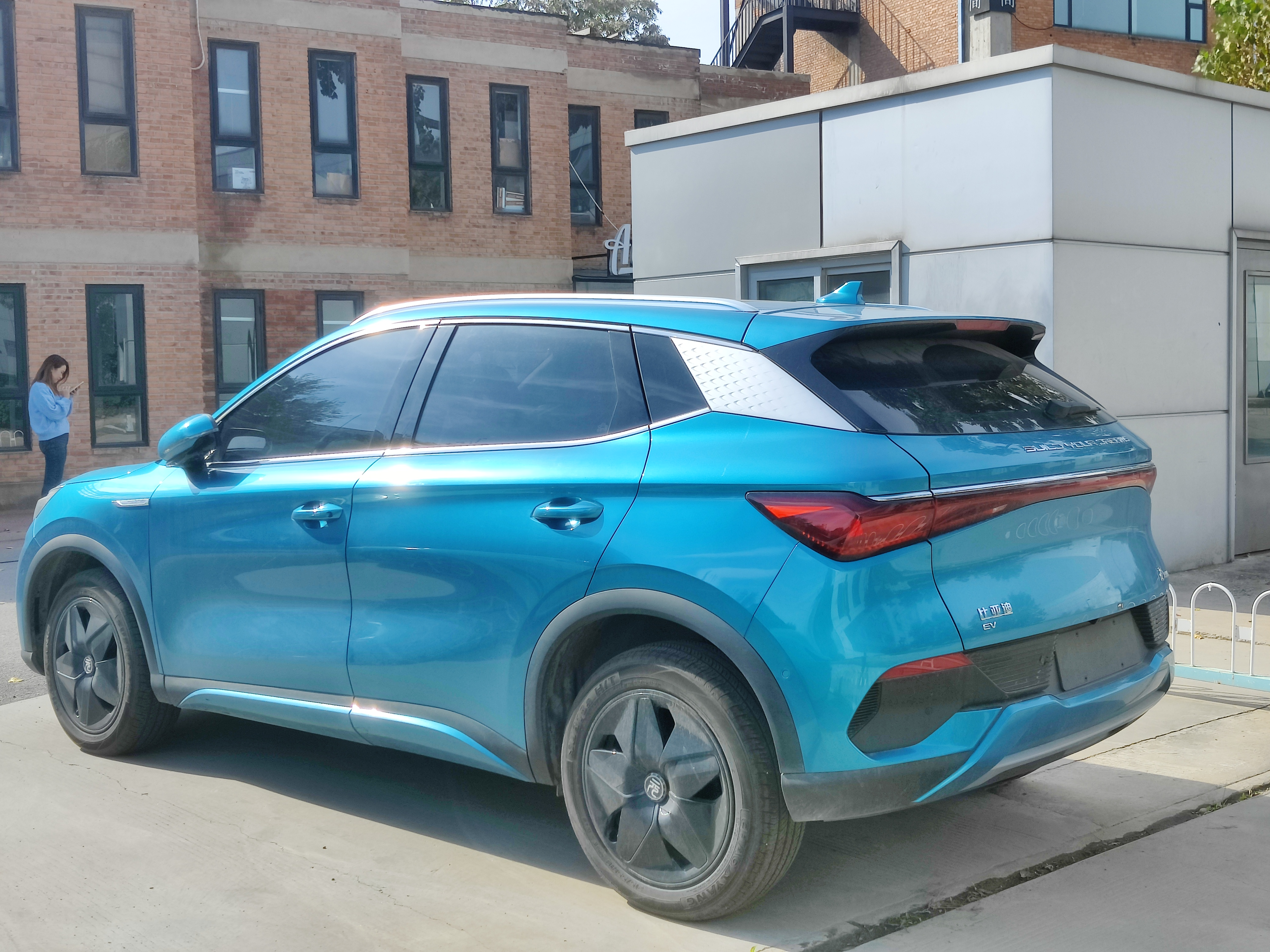
BYD 元プラス

元の第2世代BEVのニュースは2021年7月に浮上し、新モデルは販売され続けた第1世代の元と区別するために元プラスとブランド化された。右ハンドルのモデルは、オーストラリアとシンガポール、日本、インド、イギリスでAtto3のブランドで販売される 。元 Plusは、元および元 Proよりも大幅に大きく、コンパクトセグメントクロスオーバーに近いサイズになった。
元 Plusは、BYDによる最新のe-Platform 3.0デザインに基づいており、BYD独自のリン酸鉄リチウム（LFP）「ブレードバッテリー」で駆動し出力204 PS (150 kW; 201 hp)とトルク310 N⋅m (230 lb⋅ft)を提供する前輪駆動電気モーターを搭載している。現在、WLTP走行サイクルの下で全電気航続距離345 km (214 mi)を可能とする49.92kWhユニットと、さらに420 km (261 mi)まで追加することができる60.48kWhバッテリーパックの2つのバッテリーパックオプションを提供している。
Yuan Plusのインテリアデザインは、フィットネス教室に着想を得ており、トレッドミル、ボクシングリング、ダンベル、筋繊維などのジムやスポーツ用品に似た美学を備えている。中央の12.8インチのインフォテインメント画面は、縦向きと横向きの間で回転できる。
ユーロNCAPの評価で５つ星を獲得した。
2022年12月3日、BYDのインド法人がチェンナイ工場で生産を開始。セミノックダウン方式を採用する。
2023年1月31日、日本にて「ATTO 3」として販売開始。

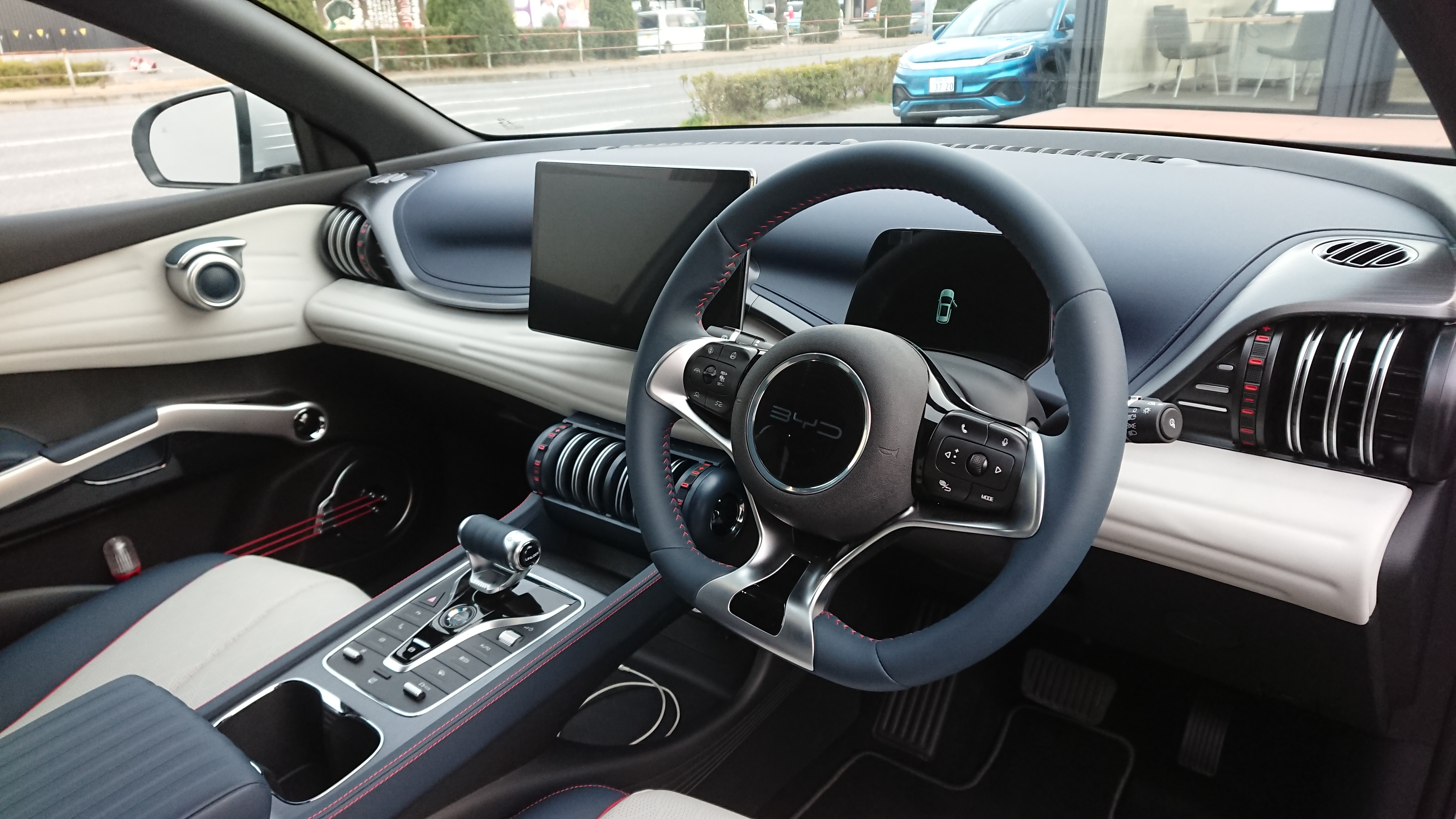
内装（運転席）
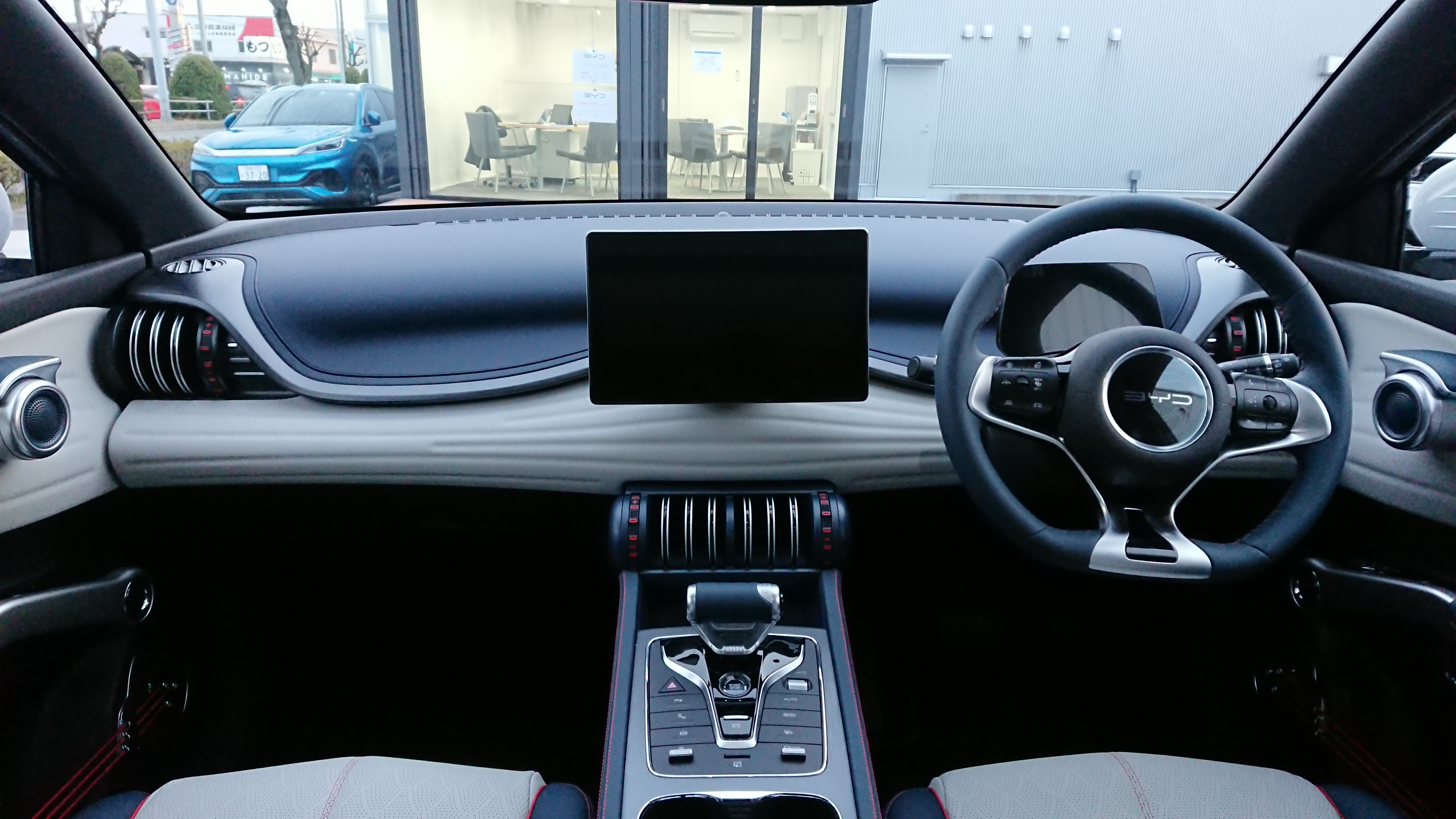
内装（インパネ）
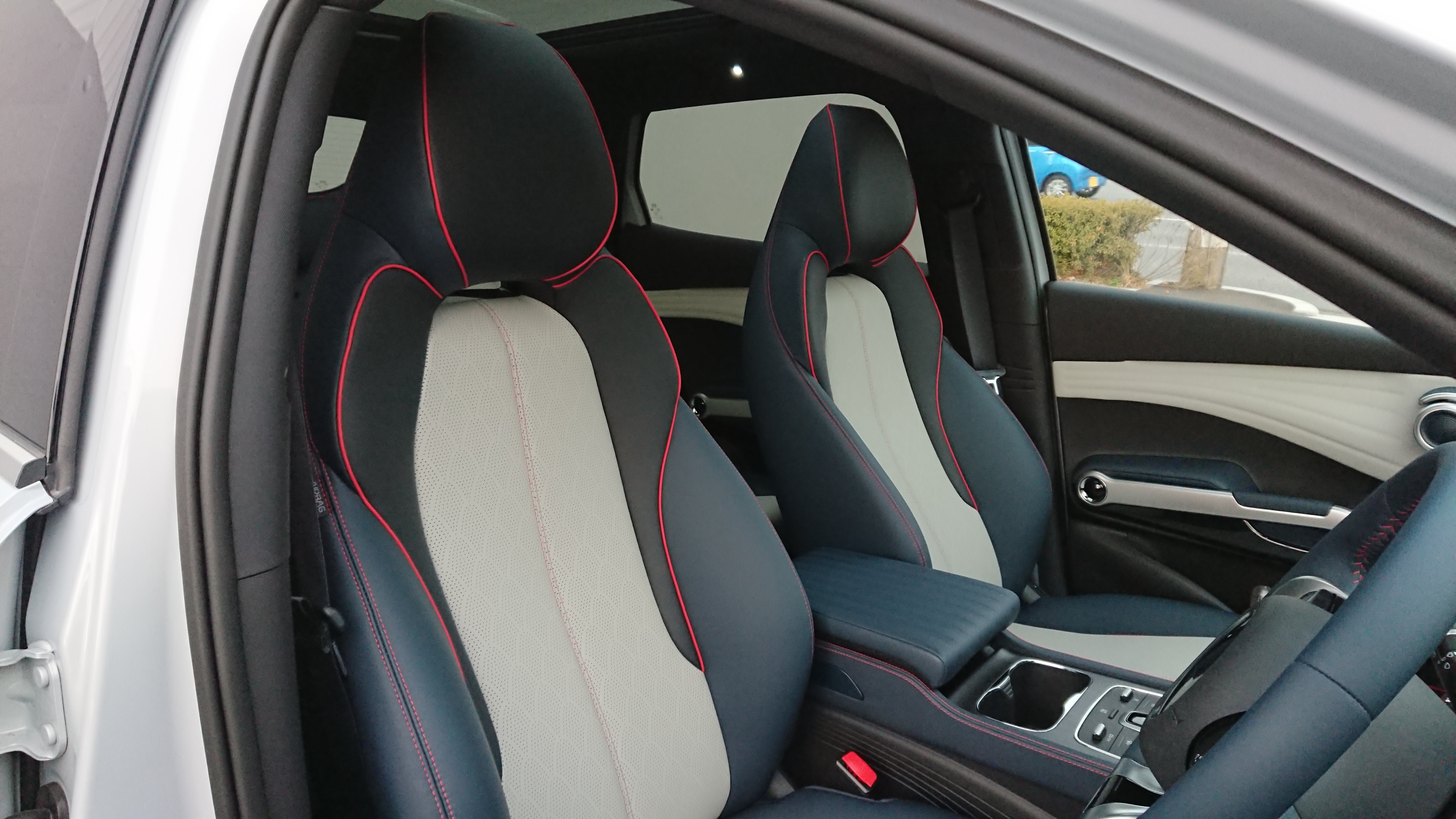
前席
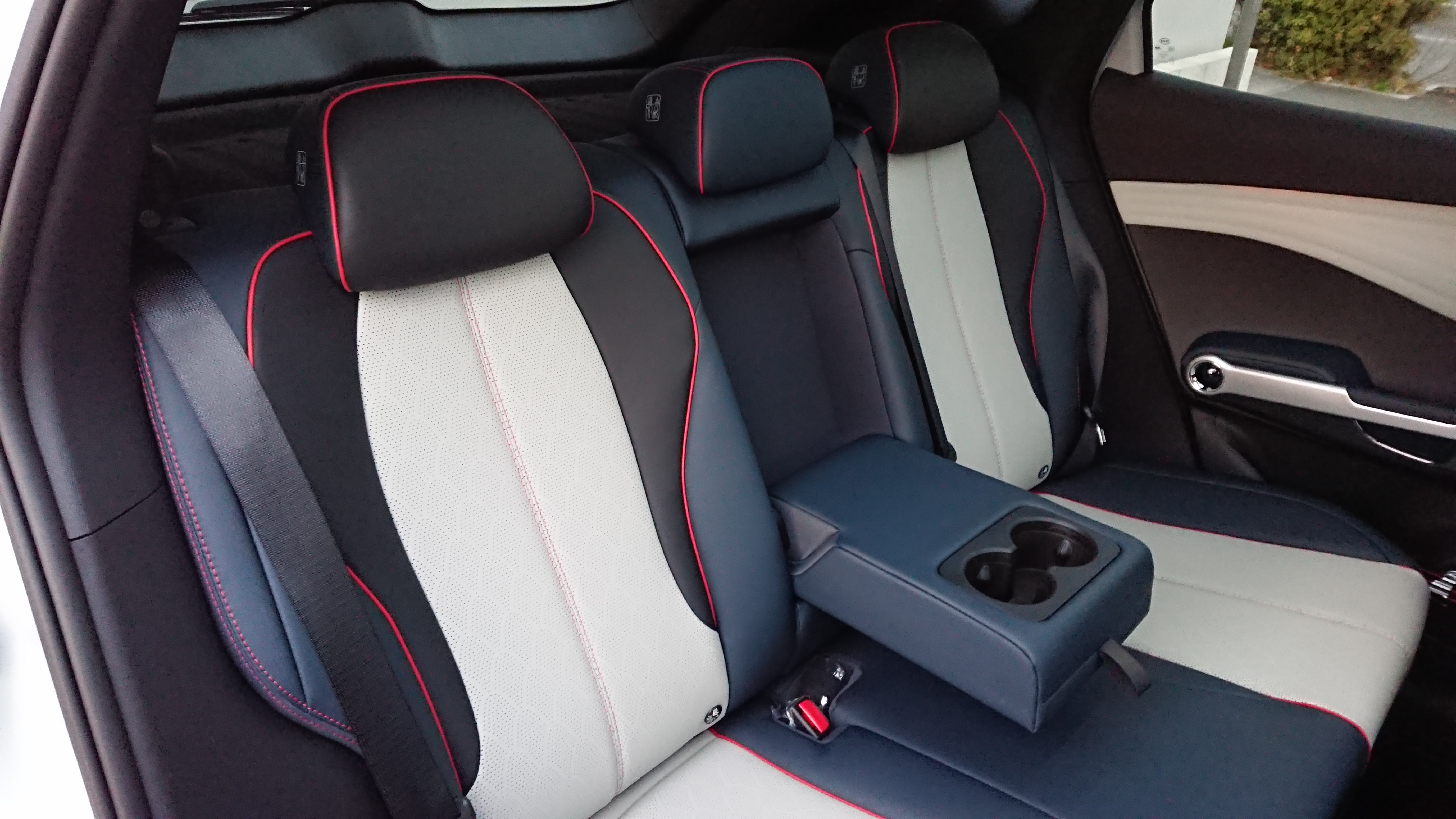
後席